# اتیتیود
اَتیتیود (به انگلیسی: attitude) مجله بریتانیایی است که بیشتر به سبک زندگی مردان همجنس‌گرا می‌پردازد. نخستین شمارهٔ آن در مه ۱۹۹۴ منتشر شد. امروزه به دو گونهٔ دیجیتالی و چاپی در سراسر جهان به فروش می‌رود.